# Château de Chenecières
Le château de Chenecières est un château d'architecture romantique construit au XIXe siècle par le maître des forges de Chenecières sur la commune de Saint-Marc-sur-Seine  dans le département français de la Côte-d'Or.

## Localisation
Le château se situe entre Semond et Saint-Marc-sur-Seine en bordure du plateau qui domine la rive gauche de la Seine et les forges de Chenecières situées sur l'autre rive.

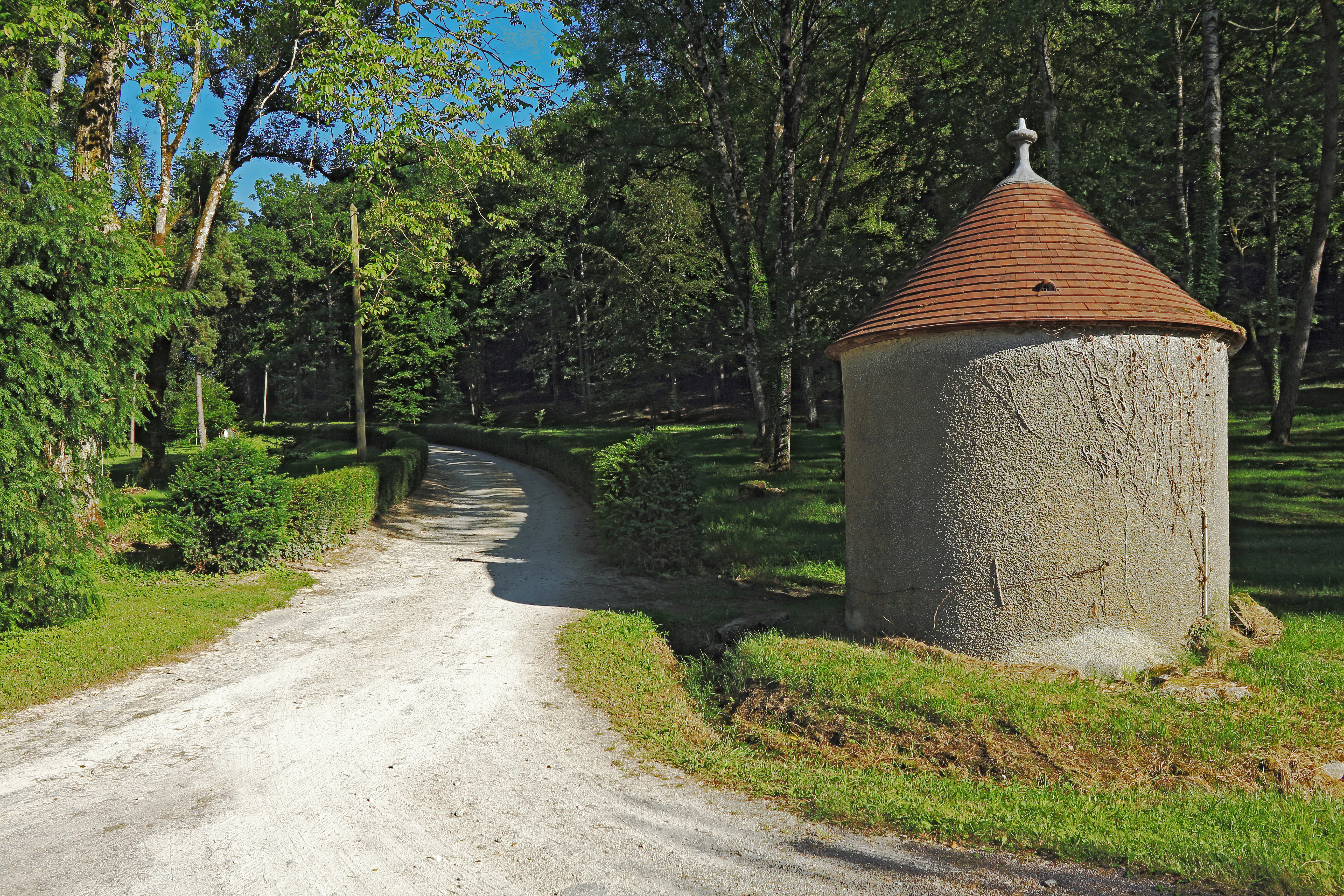
Accès au château

## Historique
Le château est érigé par Henri Suquet, maître des forges de Chênecières de 1886 à 1920 et neveu de Louis Cailletet.

## Architecture
Le château est d'architecture romantique. Très isolé et protégé par son environnement forestier, il ne peut qu'être aperçu sur le parcours pédestre du circuit des châteaux.

## Mobilier
Le château est privé et ne se visite pas.
Dans le hall se trouve la maquette d'une statue du Général MANGIN (emplacement d'origine place du Président Mithouart PARIS 7e , détruite par les nazis en 1940).(SUREAU François " 'or du temps' " p 40)

## Annexe